# شبکه حمل و نقل سوئیچ شده خودکار
شبکه حمل و نقل سوئیچ شده خودکار (به انگلیسی: Automatic Switched Transport Network) به اختصار ASTN، مسیرهای ترافیکی به‌طور خودکار از طریق یک شبکه سوئیچ شده می‌توانند تنظیم شوند. اصطلاح ASTN جایگزین اصطلاح ASON (شبکه نوری خودکار تغییر یافته) می‌شود و اغلب به جای آن با GMPLS (MPLS تعمیم یافته) استفاده می‌شود. این جایگزینی کاملاً درست نیست زیرا GMPLS یک خانواده ای از پروتکل‌ها است، اما ASON / ASTN یک ساختار شبکه نوری / حمل و نقل است. ملزومات معماری ASON / ASTN را می‌توان با استفاده از پروتکل‌های GMPLS که توسط IETF تهیه شده یا پروتکل‌های GMPLS که توسط ITU اصلاح شده، برآورده کرد. علاوه بر این، پروتکل‌های GMPLS برای شبکه‌های نوری و غیر نوری (به عنوان مثال بسته و قاب) قابل اجرا هستند و می‌توانند در شبکه‌های حمل و نقل یا سرویس گیرنده استفاده شوند؛ بنابراین، GMPLS مفهوم گسترده‌تری نسبت به ASTN است.
به‌طور سنتی، ایجاد مسیرهای ترافیکی از طریق مجموعه ای از عناصر شبکه، شامل پیکربندی اتصالات متقابل به صورت جداگانه در هر عنصر شبکه است. ASTN به کاربر اجازه می‌دهد تا نقطه شروع، نقطه پایان و پهنای باند مورد نیاز را مشخص کند و عامل ASTN در عناصر شبکه، مسیر را از طریق شبکه، تهیه مسیر ترافیک، تنظیم اتصالات متقابل و اختصاص پهنای باند از مسیرها برای کاربری که نیاز به آن سرویس دارد، اختصاص می‌دهد. مسیر واقعی که ترافیک را از شبکه می‌گیرد توسط کاربر مشخص نشده‌است.
تغییرات شبکه (اضافه کردن یا حذف کردن گره‌ها) توسط عوامل ASTN در شبکه در نظر گرفته می‌شود، اما نیازی نیست کاربر به آن‌ها توجه کند. این امر در هنگام اختصاص پهنای باند کاربر برای ارائه خدمات مورد تقاضای مشتری، انعطاف‌پذیری بسیار بیشتری را به او می‌دهد.

## بیشتر خواندن
- GMPLS: معماری و کاربردهای آدریان فارل و ایگور بریسکینشابک ‎۰۱۲۰۸۸۴۲۲۴